# Îles des Bienheureux
Pour les articles homonymes, voir Bienheureux (homonymie).
Dans la mythologie grecque, les îles des Bienheureux (en grec ancien μακάρων νῆσοι / makárôn nễsoi), ou îles Fortunées, sont un lieu mythologique situé aux extrêmes limites du monde, que l'on a tenté d'identifier au cours des âges avec des îles de la côte atlantique de l'Afrique.

## Le mythe et la philosophie
Dans la mythologie grecque, les îles des Bienheureux sont un lieu des Enfers où les âmes vertueuses goûtaient un repos parfait après leur mort. Elles étaient placées aux confins occidentaux de la Libye (au sens ancien, c'est-à-dire le Nord-Ouest de l'Afrique), donc dans l'Océan Atlantique. Leur fonction et leurs caractéristiques les rendent très semblables aux champs Élysées. Elles ont notamment été décrites par nombre d'auteurs grecs, puis romains.
Hésiode, dans Les Travaux et les Jours (fin du VIIIe siècle av. J.-C.), présente les cinq races successives de l’humanité de la mythologie grecque : or, argent, bronze, race des héros puis fer. Il parle des îles dans la partie consacrée à la race des héros. Dans une note de sa traduction, Anne Bignan souligne que cette idée des îles des Bienheureux renvoie à un passage de l'Odyssée d'Homère (parue vers la fin du VIIIe siècle av. J.-C.). Ce dernier ne fait aucune référence à ces îles. Par contre, il décrit la plaine élyséenne, située aux confins du monde, qui lui est similaire. Dans la même note, Bignan explique pourquoi cet auteur a relégué ces îles par-delà l'Océan. Décrivant une chose idéale, il a dû choisir la contrée qui, à cause de son éloignement, se prêtait merveilleusement à tout ce que la mythologie avait de singulier et de mystérieux.
Pindare parle brièvement de ces îles dans ses Olympiques (Ve siècle av. J.-C.), dans une son ode à Théron d'Agrigente, vainqueur à la course de chars. Il en donne aussi une autre courte description dans une de ses Thrènes, comme le montre un extrait qui nous est connu grâce à Plutarque.
Le même Plutarque, dans sa Consolation à Apollonios (dans Œuvres morales), rapporte un discours de Socrate à un Athénien, disciple et ami du rhéteur Gorgias.
Parmi les « bienheureux » séjournant dans ces îles mythiques, on retrouve (selon les auteurs) Achille, Alcmène, Cadmos,  Harmonie, Diomède, Lycos, Médée, Pélée, Pénélope, Eurydice, Nestor, Rhadamanthe, Télégonos, les tyrannoctones, Anchise…
En philosophie, le mythe des îles des Bienheureux est souvent mentionné par Platon dans La République, dans Le Banquet et dans le Ménéxène ; le Gorgias en fait le séjour des âmes « ayant vécu saintement dans le commerce de la vérité, âme d'un simple citoyen ou d'un philosophe qui ne s'est pas dispersé dans une agitation stérile ». Mais ce séjour n'est pas seulement un au-delà après la mort ; ce n'est pas seulement la traduction symbolique à travers un mythe de la vie de recherche philosophique des platoniciens dans l’Académie. C'est aussi un moyen d'argumentation qui a servi à démontrer la classification des biens en nécessaires et désirables : les habitants de telles îles, délivrés des besoins terrestres, se consacrent en effet entièrement à la contemplation. Si nous étions dans les îles des Bienheureux, quel besoin aurions-nous de l’art oratoire, puisqu'il n'y a pas là de procédures judiciaires ? Quel besoin aurions-nous des vertus de justice, de courage, de maîtrise de soi, et même de l'intelligence éthique (en latin, prudentia) ?
Seules la connaissance et la contemplation pure seraient encore désirables : c'est ce que montre Cicéron dans son Hortensius, à la suite d'Aristote qui utilise ce mythe dans son Protreptique ; et pour cette vie de pure contemplation, le véritable modèle des îles des bienheureux du Protreptique, « cette terre rêvée d'un autre monde philosophique », c'est la tranquillité du cabinet de travail dans le jardin retiré de l'Académie. Le même Cicéron mentionne aussi brièvement ces îles, sous forme de compliment dans une de ses nombreuses lettres à son ami et confident Atticus, qu'il écrit depuis Tusculum.
Selon une tradition antique rapportée par la Souda et Jean Tzétzès, le nom, au singulier s'applique initialement à l'ancienne acropole de Thèbes, la Cadmée. Plus précisément, makaron nêsos désigne le lieu où Sémélé est frappée par la foudre de Zeus en majesté. Or l'étymologie de l'expression « champs Élysées » est également « lieux sanctifiés par la foudre ».
Dans Au peuple romain, seizième de ses Épodes, le poète latin Horace s'afflige des guerres civiles incessantes qui dévastent Rome. Il invite ses compatriotes à partir pour les îles Fortunées. Il les décrit comme exempt de soucis. Il précise que quand Jupiter, lorsqu'il altéra l'âge d'or en âge de bronze, a réservé ces rivages pour une race pieuse.
L'assyriologue allemand Alfred Jeremias, dans son Hölle und Paradies bei den Babyloniern (L'Enfer et le Paradis chez les Babyloniens), publié en 1900, raconte la quête du héros sumérien Gilgamesh pour la vie éternelle. Celui-ci arrive jusqu'à l'île où vit l'immortel Uta-Napishtim, survivant du Déluge. Jeremias la qualifie d'île des Bienheureux.

## Identification géographique
La plupart des sources localisant les îles les situent dans l'océan Atlantique, bien que certaines proposent d'autres localisations :

### Hérodote
L'historien et géographe grec Hérodote, dans ses Histoires Ve siècle av. J.-C., parle d'un pays situé à sept journées de Thèbes d'Égypte, qui s'appelle en grec les îles des Bienheureux. Dans une note de sa traduction des Travaux et les Jours d'Hésiode, Anne Bignan commente ce passage.

### Diodore de Sicile
Dans sa Bibliothèque historique (Ier siècle av. J.-C.), l'historien grec Diodore de Sicile raconte le peuplement de l'île de Lesbos, en Grèce. Quelque temps après le déluge de Deucalion, Macarée de Lesbos (en), fils de Crinacus (en) roi d'Olénos et fils de Jupiter, y aborda. Il y installa sa colonie et s'y développa grâce à la fertilité du sol. Progressivement, lui et les siens colonisèrent également d'autres îles de la mer Égée : Chios, Samos, Kos et Rhodes. Le déluge qui survint vers cette époque provoqua dans le continent situé en face de ces îles de grandes catastrophes : famine et peste. En revanche, ces îles étant bien exposées aux vents, au climat doux, offraient à leurs habitants un air salubre. Elles étaient fertiles, riches en fruits et prospères, ce qui les fit appeler les îles Fortunées. Dans une note de sa traduction, Jean-Chrétien-Ferdinand Hœfer signale : « Îles Macarées (μακάριαι, fortunées). Il y a ici un jeu de mots impossible à rendre. Macarée avait, comme nous venons de le voir, colonisé la plupart de ces îles ».

### Strabon
Le géographe grec Strabon évoque brièvement les îles dans le premier livre de sa Géographie, rédigée entre 20 av. J.-C. et 23 apr. J.-C., consacré aux Considérations générales. Il les situe à l'extrémité occidentale de la Maurusie, à la rencontre de laquelle semble s'avancer en quelque sorte l'extrémité correspondante de l'Ibérie. Selon lui, leur réputation de "Fortunées" n'a pu tenir qu'à leur proximité d'une contrée aussi réellement fortunée que l'était l'Ibérie.

### Pline l'Ancien
Pline l'Ancien évoque ces îles dans les livres IV et VI son Histoire naturelle, publiée vers 77. Il les situe près de l'Espagne, allant jusqu'à donner les distances exactes.

### Pomponius Mela

Reconstitution de la carte du monde de Pomponius Mela par l'historien. Les îles Fortunées sont en bas à droite, près des îles des Hespérides.

Vers 43, le géographe romain Pomponius Mela publie De situ orbis libri (ou De chorographia). Il situe les îles Fortunées en face de l’Atlas et les décrit comme paradisiaques. Il décrit également des îles des Bienheureux, qu'il situe vis-à-vis du promontoire du Taurus.

### Plutarque
Entre 100 et 120, le penseur grec Plutarque composa Vies parallèles, recueil de biographies de figures illustres grecques et romaines. Dans la Vie qu'il consacre au magistrat romain Quintus Sertorius, il raconte la guerre qu'il mena en Hispanie. Celui-ci s'allia avec des pirates ciliciens, avec qui il se rendit, après avoir subi une longue tempête en mer, près de l'embouchure du Bætis (Guadalquivir, fleuve espagnol). Là, il rencontra des marins récemment revenus des îles Atlantiques, appelée îles des Bienheureux, qui les lui décrivirent. Dans des notes de bas de page d'une édition de l'ouvrage de 2001, ainsi que dans un article de 2000, Jean-Marie Pailler commente ce passage. Selon lui, la scène se passe probablement en 81 av. J.-C.. Concernant les distances, il dit que 10 000 stades font environ 1 800 km. Cette distance est sans doute aussi fictive que l'évocation du « chenal » séparant les deux îles. Ces incertitudes compliquent l'identification des éléments réels recueillis par des explorateurs, sur lequel a pu se bâtir le mythe. S'agit-il des îles Canaries ? de celles du Cap-Vert ? de Madère ? En tous cas, la description du climat dans le texte, précise, correspond assez exactement au cas des Canaries. La description de ce « paradis terrestre » fournie par l'auteur va bien au-delà de la rapide évocation homérique. Ici, le plus notable est l'attribution de cette « croyance » grecque aux Barbares eux-mêmes. Ces récits des îles sont à mettre au compte des marins. En les écoutant, Sertorius, nouvel Ulysse — rappelons que les Sirènes de l'Odyssée enjôlent par leurs récits plutôt que par leurs chants — se laisse un instant emporter par le rêve. Mais l'attitude des pirates, exclusivement intéressés par les rapines, le ramène aux exigences du réel immédiat,.

### Ptolémée
L'astronome et géographe grec Ptolémée, dans sa Géographie rédigée vers l'an 150, considère que ces îles sont à la limite ouest du monde habité. Il y fait passer le méridien zéro, point de départ de ses mesures de longitude, à l'instar de Greenwich aujourd'hui. Se basant notamment sur les travaux de son prédécesseur Marinos de Tyr, il détermine la distance de ce méridien avec d'autres lieux de la terre, permettant de déterminer leur longitude. Par exemple, dans le premier tome de son ouvrage, il le situe à un peu plus de 5 degrés à l'ouest des bouches du Bætis. Ces îles, telles qu'elles sont mentionnées par Ptolémée, sont classiquement identifiées aux îles Canaries. Par la suite, le méridien de Ferro, passant par la partie occidentale d'El Hierro, île la plus à l'ouest de cet archipel, a été utilisé comme méridien d'origine en Europe, avant d'être remplacé par celui de Greenwich.

### Philostrate
Selon le biographe romain Philostrate, dans sa Vie d'Apollonios de Tyane, (composée au début du IIIe siècle apr. J.-C.) : « Les îles des Bienheureux sont à l'extrémité de la Libye, non loin d'un promontoire inhabité ».

### Anonyme de Ravenne
Un certain Anonyme de Ravenne, clerc à Ravenne, compile vers 700 une liste de toponymes du monde entier : la Cosmographie de Ravenne. En 1898, le cartographe allemand Konrad Miller (de)

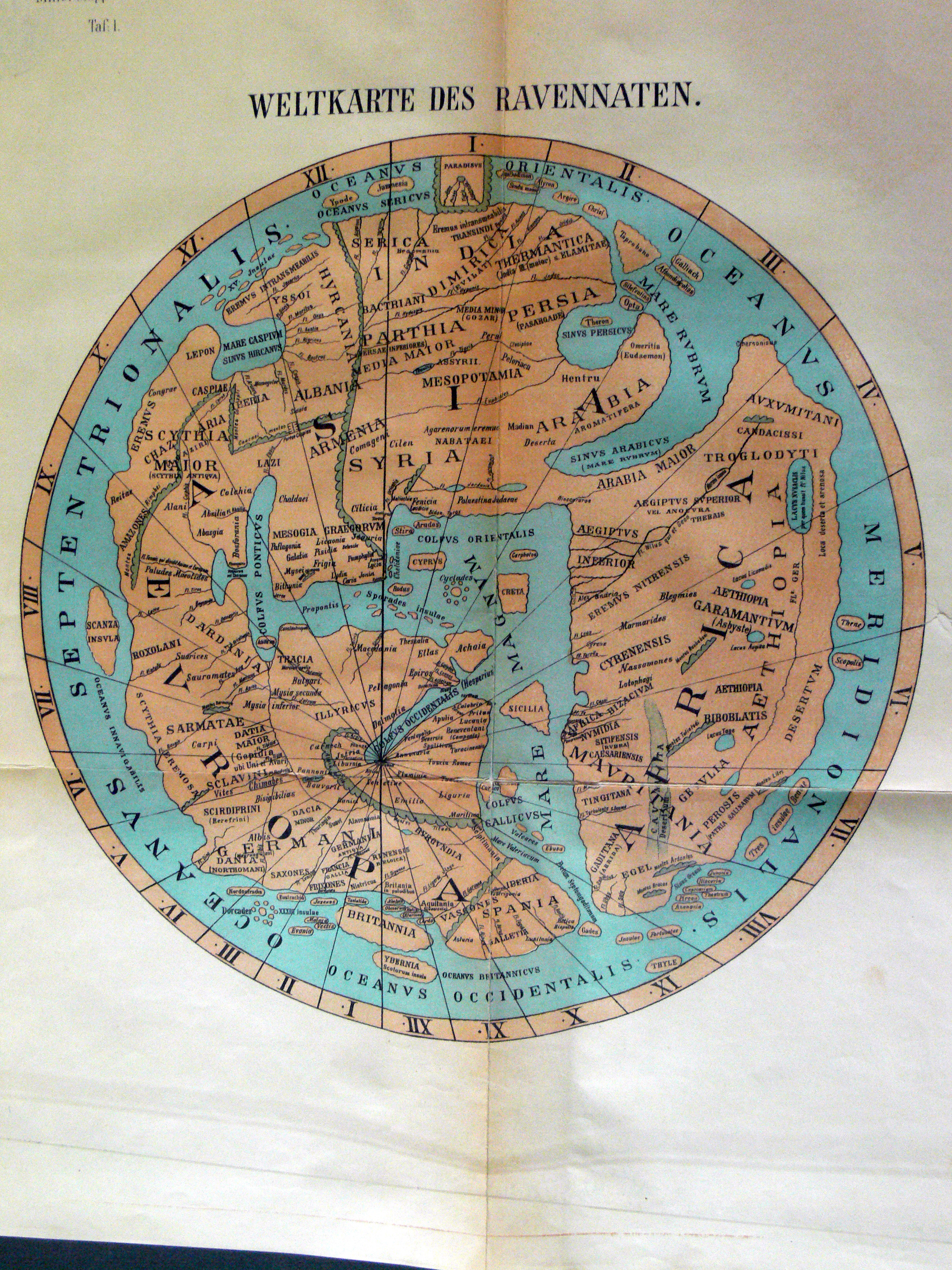
Carte réalisée par, illustrant les informations contenues dans la Cosmographie de Ravenne.

réalise une carte à partir de cette liste et place les îles dans la section XI.

### Bar Hebraeus
Au XIIIe siècle, l'historien syriaque Bar Hebraeus, dans son traité sur « la forme du ciel et de la terre », indique — après s'être référé à Ptolémée — que « les îles fortunées sont au nombre de sept grandes, situées en latitude depuis l'équateur jusqu'au troisième climat. On raconte que leurs habitants étaient plongés dans l'idolâtrie, quand un saint vint près d'eux et leur annonça la parole de l'Évangile ; ils crurent et furent baptisés. D'autres disent que ce sont les fils de Réchab dont il est question dans le prophète Jérémie et qu'ils suivent la loi de Moïse ».

### Jacques d'Édesse
Une tradition, dont l'évêque Jacques d'Édesse se fait l'écho, raconte comment un certain moine Zozime, désireux de savoir ce qu'étaient devenus les descendants de Réchab, se trouva conduit jusqu'à leur île. Il y demeura en leur compagnie durant sept jours découvrant un peuple pieux, vivant nu et dans une grande innocence, recevant sa nourriture sans effort de certains arbres, et n'ayant plus eu de contact avec le « monde de vanité » depuis leur arrivée sur l'île. Toutefois, étant régulièrement visités par des anges, ils sont devenus chrétiens.

### Nicolas Sanson

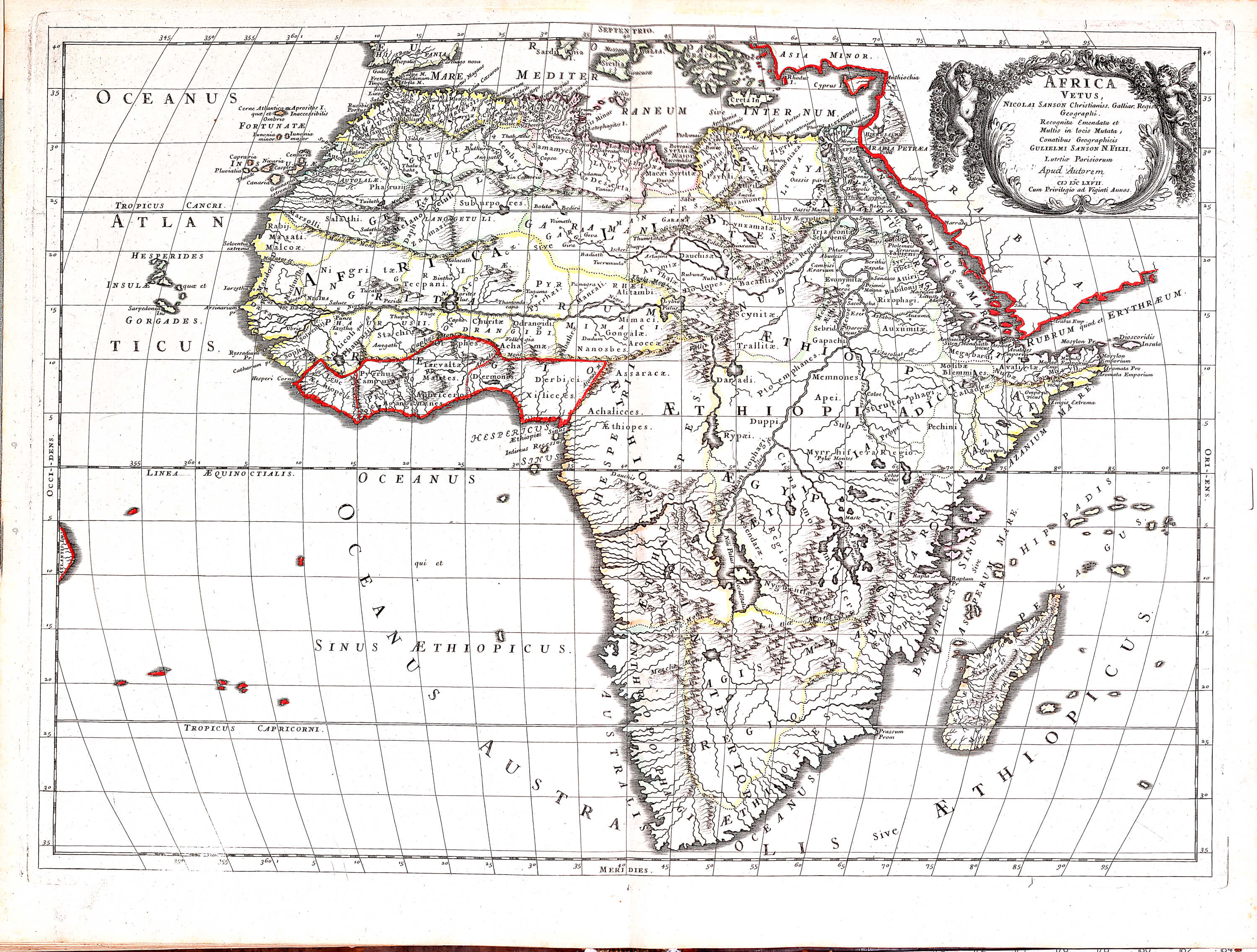
Carte de l'Afrique ancienne, 1651, Nicolas Sanson

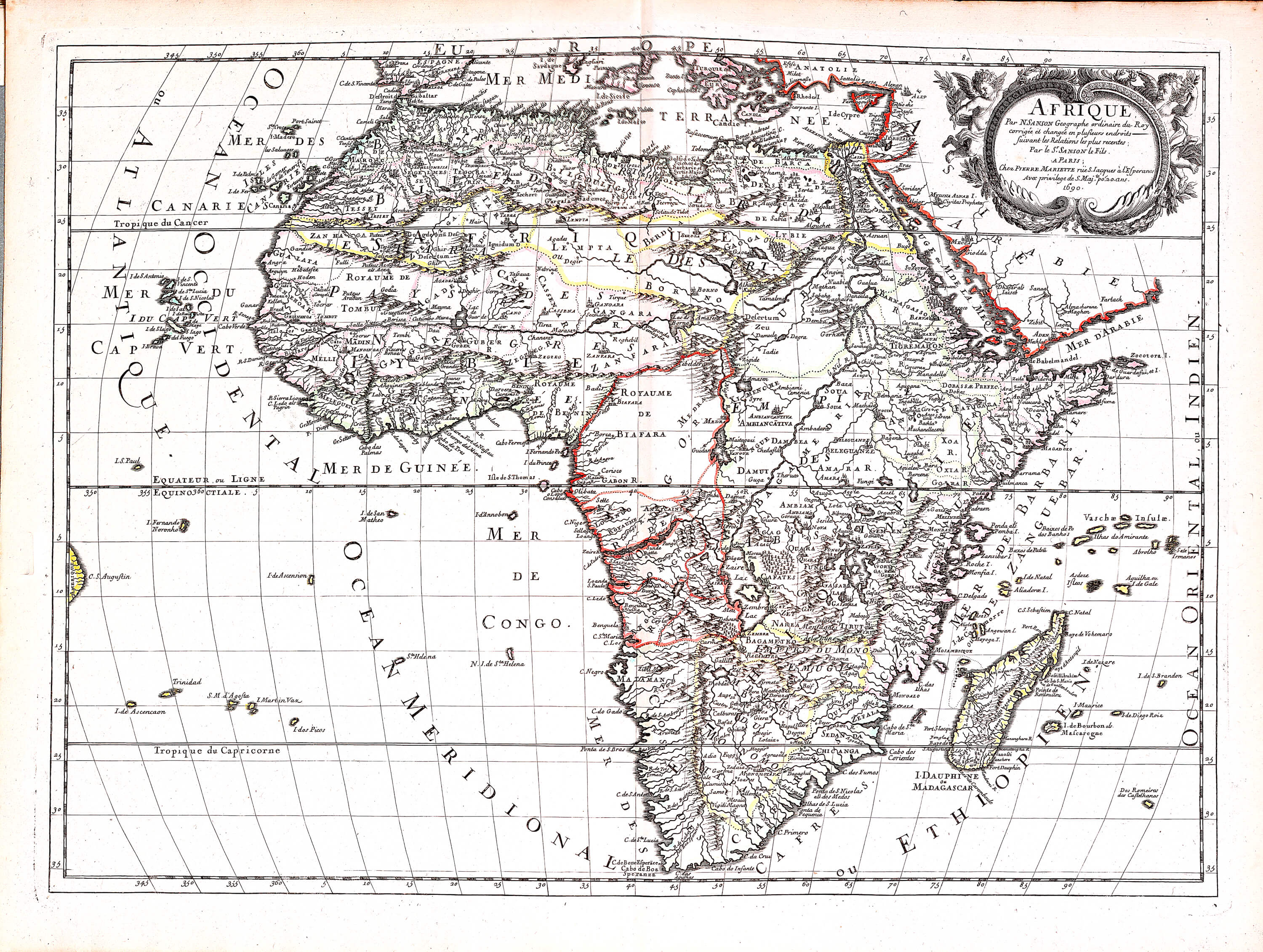
Carte de l'Afrique, basée sur les « informations les plus récentes », 1651, Nicolas Sanson

En 1651, le cartographe français Nicolas Sanson publie une carte nommée "Africa Vetus". Elle représente l'Afrique, avec la localisation de toponymes antiques : Agisymba, les Monts de la Lune... et les Îles Fortunées, à l'ouest du continent. Cette même année, le géographe avait publié une carte de l'Afrique à son époque, avec les mêmes îles, désignées cette fois comme étant les Canaries et Madère. Similairement, sur la première carte, les îles Gorgades (en) et Hespérides (mythiques) se trouvent à l'emplacement de celles du Cap-Vert sur la seconde.

### Autres
L'expression « makárôn nễsoi » est à l'origine du mot « Macaronésie ». Il désigne un ensemble d'îles, à l'ouest de l'Afrique et de l'Europe, dans l'océan Atlantique, composé des archipels des Açores et de Madère, des îles Canaries, des îles du Cap-Vert.
Des chercheurs récents penchent plutôt pour les îles du Cap-Vert[réf. nécessaire].

## Comparaisons avec d'autres lieux légendaires
Le poète écossais James Macpherson, dans son An introduction to the history of Great Britain and Ireland (1771), affirme que les Britons eux-mêmes ont leur Île Fortunée, située très loin à l'ouest de leur propre pays. Il s'agit de Flath-Innis (de), entourée de tempêtes, nom qu'il traduit en anglais par Noble Island. L'auteur narre ensuite un conte transmis par des bardes écossais qui s'y déroule.
Le mythographe anglais Sabine Baring-Gould consacre aux Îles Fortunées un chapitre de son Curious Myths of the Middle Ages (1866-1868). Il compare ces îles à d'autres îles légendaires des cultures européennes, relevant une tradition d'un lointain paradis occidental. Il cite entre autres l'Atlantide, Méropide, le jardin des Hespérides, Ogygie, Avalon, l'île des Sept Cités, Brittia (en), Flath-Innis, Hvitramannaland, Thierna na oge, etc.
L'entrée consacré aux « Isles of the Blest » de l'édition de 1911 de l'Encyclopædia Britannica les compare aux îles des Phéaciens décrites dans l'Odyssée d'Homère (parue vers la fin du VIIIe siècle av. J.-C.), Avalon et l'île de Saint Brendan. Il s'agit de terres d'été perpétuel et d'abondance de toutes les bonnes choses. Elle conclut qu'une tradition très ancienne suggère que l'idée d'un tel paradis terrestre était une réminiscence d'un voyage non enregistré à Madère et aux Canaries.

## Dans la fiction
Lucien de Samosate décrit son séjour fictif aux îles des Bienheureux dans son récit de voyage imaginaire Histoires vraies, rédigé au IIe siècle.
Orby Shipley (en), dans son poème “The Last Voyage” (figurant dans Lyra Messianica publié en 1864), évoque les îles des Bienheureux dans un vers.